# Michel Feuillet
Michel Feuillet (* 1949 in Saint-Étienne) ist ein französischer Hochschullehrer, Italianist und Kunsthistoriker.

## Leben und Karriere
Feuillet studierte Italianistik an der Universität Lyon und bestand 1972 die Agrégation im Fach Italienisch. Er unterrichtete zuerst in Charleville-Mézières, dann von 1975 bis 1987 am Lycée Thiers (Classes préparatoires aux grandes écoles) in Marseille. Er habilitierte sich 1985 bei Jacques Goudet (1927–2016) mit der Arbeit Les annonciations dans l’art italien de l’an 1000 à l’an 1500 und lehrte ab 1987 an der Université Lyon III-Jean Moulin. Dort war er von 1999 bis zu seiner Emeritierung 2012 Professor für Italienisch und Institutsleiter.

## Werke

### Que sais-je?
- Vocabulaire du christianisme. PUF, Paris 2000, 2018 (3562)
  - (italienisch 2001)
- Lexique des symboles chrétiens. PUF, Paris 2004, 4. Auflage 2017 (3697).
  - (japanisch) 2006
- L’art italien. PUF, Paris 2009, 2016 (3852).
  - (japanisch) 2012
- Les 100 mots de l’Italie. PUF, Paris 2013, 2019 (3976).

### Weitere Werke
- Sinopies. Éditions Saint-Germain-des-Prés, Paris 1981.
- Le carnaval. Cerf, Paris 1991.
- Petite vie de François d’Assise. Desclée de Brouwer 1992. Artège, Paris 2017.
  - (italienisch 1993, spanisch 1994)
- Fra Angelico. Le maître de l’Annonciation. Mame, Paris 1994.
- Les visages de François d’Assise. L’iconographie franciscaine des origines, 1226–1282. Desclée de Brouwer, Paris 1997.
- Au seuil de l’invisible. Fra Angelico, le retable de Santa Trìnita. Mame, Paris 1997.
- Beato Angelico. L’Annunciazione di San Giovanni Valdarno (già di Montecarlo). SEF 2000.
- L’Annonciation sous le regard des peintres. Mame, Paris 2004.
- Botticelli et Savonarole. L’humanisme à l’épreuve du feu. Cerf, Paris 2010.
- François d’Assise selon Giotto. Desclée de Brouwer 2015.
- L’enfance de Jésus selon Fra Angelico. Desclée de Brouwer, Paris 2017.
- L’Évangile en majesté. Jésus et Marie sous le regard de Duccio (Sienne, 1311). Mame, Paris 2019.